# جهرکال
جهرکال (به انگلیسی: Jharkal) یک روستا در پاکستان است، که در ناحیه خوشاب واقع شده‌است.